# تاكسي (فلم)
تاكسي (بالعربية: سيارة أجرة) هو فلم تسجيلي يتناول قصة امرأة تعمل كسائقة سيارة أجرة وقد تم تصوير الفيلم داخل سيارة العمل من خلال استخدام كاميرات خفية.
- إخراج: مريم أبو عوف
- المدة : 39 دقيقة